# كأس الإنتركونتيننتال 1965
كأس الانتركونتننتال 1965 هي الدورة السادسة من البطولة التي بدات عام ، 1960، وجرت بين فريقي انترميلان من إيطاليا ومن الأرجنتين فريق إنديبندينتي، وفاز بالبطولة نادي انترميلان بعد الفوز في الذهاب 3-0 في إيطاليا ، والتعادل 0-0 في الارجنيتن.